# Horacio Agulla
Horacio Agulla (22 de octubre de 1984, Buenos Aires) es un exjugador argentino de rugby que se desempeñaba como wing.
Se formó en Hindú Club de la mano de jugadores como Agustín Badino, Zorro Díaz Bonilla, Toto Fernández Miranda, entre otros y en 2008 fichó por el Dax Francés, del Top 14. A nivel internacional, debutó con los Pumas el 3 de diciembre de 2005 frente a Samoa. En 2007, se incorporó al Seleccionado que dirigía Marcelo Loffreda para disputar la Copa del Mundo de Francia. Siendo el wing titular, consiguió la medalla de bronce, primera del rugby argentino en un mundial.
En febrero de 2008, se fue de Hindú club para sumarse al rugby profesional incorporándose al CA Brive, en el cual jugó 2 temporadas. Después de su paso por el rugby francés, Agulla se mudaría a Inglaterra, firmando un contrato con el poderoso Leicester Tigers. Luego de una gran temporada 2011/12, el club inglés decidió no renovarle el contrato por su agenda con el seleccionado nacional. Agulla quedó libre y una buena pieza quedó en el mercado, el Bath supo aprovechar sus oportunidades y ganó una gran ficha entre sus filas.
Horacio disputó también la Copa Mundial de Rugby de 2011, en Nueva Zelanda, llegando a cuartos de final y perdiendo ante los All Blacks.
El 24 de octubre de 2018, el Rengo decidió colgar los botines, dejando atrás una tremenda carrera rugbistica.

## Participaciones en Copas del Mundo
Horacio, jugó su primer Mundial en Francia 2007 donde marcó un try ante el XV del trébol. Cuatro años más tarde disputó Nueva Zelanda 2011 siendo titular indiscutido, Argentina sería eliminada del mundial por los eventuales campeones del Mundo; los All Blacks, en cuartos de final.
En 2015, fue seleccionado para formar parte de la selección Argentina que participó en la Copa Mundial de Rugby de 2015. Horacio anotó un ensayo en la victoria de su equipo 64-19 sobre Namibia,[cita requerida] partido en el que fue elegido por los aficionados (a través de Twitter como "Hombre del partido" (Man of the Match).[cita requerida]
| Mundial                       | Sede          | Resultado        | PJ | Tries |
| ----------------------------- | ------------- | ---------------- | -- | ----- |
| Copa Mundial de Rugby de 2007 | Francia       | Tercer puesto    | 4  | 1     |
| Copa Mundial de Rugby de 2011 | Nueva Zelanda | Cuartos de final | 5  | 0     |
| Copa Mundial de Rugby de 2015 | Inglaterra    | Cuarto puesto    | 3  | 1     |